# جمیرا بیچ

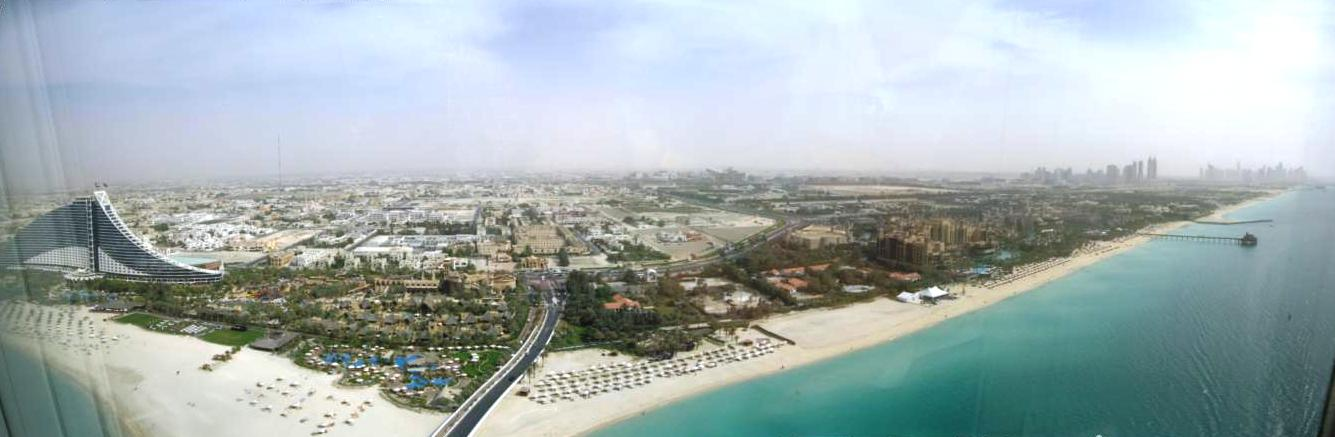
نمایی از منطقهٔ ساحلی جمیرا بیچ در جنوب خلیج فارس، دوبی - ۲۰۰۸

جمیرا بیچ (انگلیسی: Jumeirah Beach) (ساحل جمیرا) یک منطقه ساحلی در جنوب خلیج فارس، در جمیرا شهر دوبی، واقع در امارات متحده عربی می‌باشد. این ساحل هتل‌ها و مراکز خرید متفاوت و متنوعی دارد. پارک آبی وایلد وادی، برج العرب هتل جمیرا بیچ و تفریحگاه مدینه جمیرا در این ساحل قرار دارند.